# Pectinodonta alta
Pectinodonta alta is een slakkensoort uit de familie van de Pectinodontidae. De wetenschappelijke naam van de soort is voor het eerst geldig gepubliceerd in 1908 door Schepman.